# Jill Gascoine
Jill Gascoine (Lambeth, 11 de abril de 1937 – 28 de abril de 2020) foi uma atriz e romancista britânica. É mais conhecida por seu papel como a detetive Maggie Forbes  nas séries de televisão The Gentle Touch e C.A.T.S. Eyes, ambas na década de 1980. Na década de 1990 tornou-se uma escritora, publicando três livros. Foi casada com o ator Alfred Molina.

## Morte
Morreu no dia 28 de abril de 2020, aos 83 anos, em decorrência da doença de Alzheimer.